# Sebou
Sebou är en flod i norra Marocko. Den rinner upp i Atlasbergen och mynnar ut i Atlanten 15 km nedanför staden Kénitra. Floden är omkring 450 km lång, och flyter även förbi staden Fès vid bifloden med samma namn. En annan biflod till Sebou är Ouargha.